# Party in Lyceum's Toilets
Albums de Awaken
Tales Of Acid Ice Cream
(1996) Beppu Nights
(2006)
Party In Lyceum's Toilets est le 2e album du projet musical Awaken. Ce double CD comprend un volume de compositions originales et un volume de reprises.

## CD 1 (compositions originales)
- partie 1

1. Interlude: MISTY CONCLUSION
2. I'LL DISAGREE
3. COLD AS MY HEART
4. CARLA'S DREAM
5. NEONS OF LYCEUM'S TOILETS

- partie 2

1. Interlude: THE TRUE STORY OF MAÏTE DH
2. DOWN THE DRAIN
3. DEAD IN A SUBWAY
4. CUTTING MY LOVED ONE
5. SPLEEN FOURTEEN

- partie 3

1. Interlude: ELLEN'S ORANGE ROOM
2. LYCEE NASE (featuring 1030)
3. BONNIE PARKER RÊVE (featuring Hervé Gilles)
4. BRITNEY AND BARRY

- partie 4

1. ELECTRIC TIME
2. FOUR DREAMS SUITE: (i. Günz (a) Overture ; b) Over The 'A' ; c) Nine Elements Of Life) ii. Polygonal Mirror iii. Rising Forest iv. The Test v. Sweet Wave Of Ice Cream vi. Out Of The Flowerwall vii. Tygersmile viii. Interlude 6 ix. Sandrine x. 8888 xi. Subliminal Mountain xii. The World Where Bears Never Lock The Door xiii. Cucumber Phone xiv. Picture From An April's Dream xv. Lady S xvi. The Last Escape Of Lady S xvii. Dark Spring xviii. Four Dreams Epilogue)

## CD 2 (reprises)
- partie 1

1. ONE CARESS (reprise de Depeche Mode)
2. EESOM (reprise de Quincy Jones)
3. SEND MY BODY HOME (reprise de Dick Annegarn)
4. ONE THING (reprise de Neil Young) / BEST KEPT LIES (reprise de Cold Chisel)

- partie 2

1. L.A. IS MY LADY (reprise de Frank Sinatra)
2. RUN OUT OF TIME (reprise de Genesis)
3. YOU'RE REALLY OUT OF LINE (reprise de Rufus) / GOLDEN AGE DREAMS (reprise de Vanilla Fudge) / I'M GONNA LOVE YOU (reprise de Peter Criss) / HEART OF ME (reprise de Cerrone)

- partie 3

1. NOTHING ELSE MATTERS (reprise de Metallica)
2. CHRYSALIDE (reprise de Patrick Juvet) / OPEN THE KINGDOM (reprise de Philip Glass) / THE DANCE (reprise de Uriah Heep)
3. SWEET THING (reprise de David Bowie)

- partie 4 : a dark dream opera in 12 acts

1. KOYAANISQATSI (reprise de Philip Glass) / SHANDI (reprise de Kiss) / THIS IS LOVE (reprise de Tony Banks)
2. Interlude: CLOUDS & RAIN (reprise de Gillan & Glover)
3. IN SEARCH FOR ENGLAND (reprise de Barclay James Harvest)
4. TYGER (reprise de Tangerine Dream) / EVERYBODY (reprise de Jacksons) /
5. SWEET DREAM MACHINE / COME INTO MY LIFE / LOVE I NEVER KNEW YOU COULD FEEL SO GOOD (reprises des Supremes)
6. SOMETHING I SHOULD HAVE KNOWN (reprise de Matthew Fisher)
7. TAKING IT BACK (reprise de Toto)
8. JAZZY (reprise de Renaud Lhoest)
9. YOUNG GIRLS (reprise de Sparks)
10. (THEME) ONCE UPON A TIME (reprise de Donna Summer)
11. ONLY THE FOOL SURVIVES (reprise de Donna Summer)
12. HEARTS TO HEART / MOONWALK (covers from Earth Wind & Fire)
13. HERE TODAY (reprise de Paul McCartney)
14. THE CANDIDATE (reprise de Al Stewart)
15. UNTIL... (reprise de Bee Gees)

## Musiciens
- Lionel Meessen : voix
- Cedric Hamelrijck : guitare, boîte-à-rythmes additionnelle
- Julie 'Cunégonde' Absil : voix
- Gilles Snowcat : synthétiseurs, orgue, machines, basse, voix, guitare acoustique additionnelle, programmation, bandes

## Musiciens invités
- Carla : voix
- Fabien Remblier : voix, basse
- Paul G : guitare, voix
- Socre : rap
- Patrick Laplagne : guitare
- Mike Wolf : guitare
- Orely : voix
- Anna-Maria : voix
- Evelyne : voix
- Hervé Gilles[1] : claviers et programmation
- Laetitia Van der Vennet : voix
- Floris Van der Vennet : voix

## Conception graphique
Gilles Snowcat, Awaken, Patrick Laplagne, 1030 (Socre), Peter Clasen.

## Disponibilité
En ligne.